# ジェローム・モロス
ジェローム・モロス（Jerome Moross、1913年8月1日 - 1983年7月25日）は、アメリカ合衆国の作曲家、指揮者。
ニューヨーク出身。5歳でピアノを始め、8歳から作曲を始める。11歳で公立学校を卒業し、ニューヨーク大学の音楽科を卒業。そして劇場音楽の分野でピアノ奏者、作曲家として頭角をあらわす。1940年代からハリウッドで働き始め、1948年から1969年までに16本の映画音楽を手がけた。
彼の最も良く知られている作品は1958年の『大いなる西部』で、アカデミー賞にノミネートされた。モロスによればアルバカーキの平原を歩いた後にテーマを作曲したということである。
他の作品には1960年の『ハックルベリー・フィンの冒険』、1963年の『枢機卿』、1968年の『レーチェル レーチェル』などがある。またテレビシリーズの『幌馬車隊』の第3シーズンから第8シーズンのメインテーマを作曲し、多くの他の映像作品の指揮を務めた。また、「我等の町」（1940年、音楽はアーロン・コープランド）などの他者の映画音楽のオーケストレーションも多く担当した。
クラシック作品には1948年10月18日にトーマス・ビーチャムの指揮で初演された交響曲、『フランキーとジョニー Frankie and Johnny』などの5曲のバレエ、2台のピアノのためのソナタ、弦楽四重奏曲などがある。
1983年にマイアミで脳卒中に倒れ、心不全を併発して死去した。

## 文献
- Bloom, Ken. American song. The complete musical theater companion. 1877–1995, Vol. 2, 2nd edition, Schirmer Books, 1996.
- Borroff, Edith; Clark, J. Bunker. American Opera. A Checklist, Harmonie Park Press, 1992.
- Larkin, Colin. The Encyclopedia of Popular Music, Third edition, Macmillan, 1998.
- Press, Jaques Cattell (Ed.). Who's who in American Music. Classical, First edition. R. R. Bowker, New York 1983.
- Sadie, Stanley. The new Grove dictionary of music and musicians, Macmillan, 1980.
- Sadie, Stanley; Hitchcock, H. Wiley (Ed.). The New Grove Dictionary of American Music. Grove's Dictionaries of Music, 1986.
- Wescott, Steven D. A Comprehensive Bibliography of Music for Film and Television, Information Coordinatores, 1985.